# Grilled cheese
Il grilled cheese è un panino caldo statunitense a base di formaggio.

## Storia
L'alimento ha origini incerte, ma si presume che getti le sue radici negli anni venti con la massificazione del pane in cassetta affettato e il formaggio fuso a fette. Durante la Grande depressione guadagnò in notorietà il cheese dream, una tartina con formaggio fuso che può contenere ingredienti a piacere. Nel corso della seconda guerra mondiale, i panini cotti al formaggio divennero un pasto comune tra i militari della marina americana. I primi testi stampati in cui i sandwich grigliati con formaggio prendono il nome di grilled cheese apparvero soltanto durante gli anni sessanta (prima di allora, l'alimento era conosciuto come toasted cheese e melted cheese). L'alimento è oggi preparato in molti punti di ristoro di tutto il Paese.

## Descrizione
Il grilled cheese è un sandwich il cui ingrediente principale è il formaggio (spesso viene usato il cheddar per prepararlo). Può essere cotto in padella, alla griglia, in forno o servendosi di un tostapane. Esistono delle varianti del panino con burro o maionese, che conferiscono maggiore sapore all'alimento. Può anche contenere carne o verdure a piacere. Il grilled cheese viene spesso consumato a pranzo con un contorno (insalata, zuppa, patatine o altro) o come spuntino.

## Alimenti simili
- Un alimento molto simile al grilled cheese è il cheese dream, una tartina guarnita con formaggio fuso e altri ingredienti a piacere (carne, ortaggi e uova).
- Il croque-monsieur è una variante francese del toast che presenta del formaggio su una delle due fette di pane. Esiste una variante del croque monsieur con le uova: il croque-madame.